# شاتورایااوی‌هی
شاتورایااوی‌هِی (به مجاری: Sátoraljaújhely) شهری در بورشود-آبااوی-زمپلن در کشور مجارستان واقع شده‌است. جمعیت این شهر ۱۶٫۸۸۲ نفر است.